# 朝鮮勧農
朝鮮勧農株式会社（ちょうせんかんのう）は、かつて朝鮮で不動産担保貸金、農事経営などを目的とした会社。1907年、京城（現在のソウル）に設立。
日露戦争後、山口県から、農業移民奨励また朝鮮への投資などが目的だった。

## 役員

### 『日本全国諸会社役員録 第24回』
- 社長・岡十郎[1]
- 専務取締役・国重政亮[1]
- 取締役・藤井啓一、林平四郎、福田幹輔、近藤慶一、白寅基[1]
- 監査役・中野繁蔵、三隅寿介、小河源吉、千々松安太郎[1]

### 『日本全国諸会社役員録 第27回』
- 取締役・国重政亮[2]、久保覚太郎、大島十郎、賀田以武、豊田正平[2]
- 監査役・賀田金三郎、中村軌一、松本卯市、森部発[2]

### 『日本全国諸会社役員録 第32回』
- 取締役（代表）・国重政亮[3]
- 取締役・久保覚太郎、豊田正平、賀田以武、大島十郎[3]
- 監査役・中村軌一、松本卯市[3]

### 『日本全国諸会社役員録 第35回』
- 社長・豊田正平[4]
- 取締役・国重政亮、賀田以武、久保覚太郎、大島十郎[4]
- 監査役・中村以良、松本卯市[4]
- 顧問・賀田直治[4]

### 『日本全国諸会社役員録 第41回』
- 取締役・賀田直治、陣内茂吉、荒井初太郎、馬場惣吉[5]
- 監査役・賀田以武、国重政亮[5]